# Trisha Yearwood
Trisha Yearwood, geboren als Patricia Lynn Yearwood (Monticello (Georgia), 19 september 1964), is een Amerikaanse, meermaals bekroonde countryzangeres. Met 19 top 10-hits, waarvan vijf op de eerste plaats, is ze een van de succesvolste countryzangers van de jaren negentig. In het standaardwerk Top Country Songs 1944-2005 staat ze dit decennium op de tweede plaats achter Reba McEntire.

## Biografie
Haar vader Jack Yearwood was een bekende bankier. Trisha studeerde muziek en werkte later voor een platenlabel in Nashville. In 1991 werd haar debuutsingle She’s in Love with the Boy uitgebracht en toerde ze als opener met countryzanger Garth Brooks. De song bracht haar meteen een doorbraak. Yearwood stond twee weken bovenaan in de hitlijsten. Dit werd gevolgd door de #1 hits XXX’s and OOO's (An American Girl) (1994), Thinkin ’About You (1995), Believe Me Baby (I Lied) (1996) en Perfect Love (1998). De grootste hit was echter haar versie van How Do I Live, haar enige top 40-hit in de Amerikaanse pop en #2 in de countryhitlijsten in 1997. Yearwood ontving hiervoor de Grammy Award. Ze mocht ook de ballad van Diane Warren live presenteren tijdens de Academy Awards van 1998, omdat de titel deel uitmaakte van de soundtrack van Con Air en genomineerd was voor de beste filmsong. How Do I Live was ook een van de nieuwe nummers op Yearwoods meest succesvolle album (songbook) A Collection of Hits (1997), waarvan alleen al in de Verenigde Staten meer dan vier miljoen exemplaren werden verkocht.
Yearwood had daarna nog enkele hits, onder meer met haar toekomstige echtgenoot Garth Brooks (In Another’s Eyes, Where Your Road Leads). Vorig jaar stond Yearwood in de top 10 van de hitlijsten met I Wouldve Loved You Anyway in 2001. Haar hitcarrière nam aanzienlijk af en de verschillen tussen de albums werden groter. Yearwood zocht daarom naar andere werkterreinen. Ze probeerde zichzelf onder meer als actrice. Tussen 2002 en 2005 verscheen ze in de televisieserie JAG in een gastrol als patholoog Teresa 'Terri' Coulter. Haar kookprogramma Trisha’s Southern Kitchen, dat de Emmy Award heeft gewonnen, en haar drie kookboeken zijn zeer succesvol.

## Privéleven
Trisha Yearwood was van 1987 tot 1991 getrouwd met Christopher Latham. Het huwelijk met Robert Reynolds (ex-lid van The Mavericks) in 1994 werd in 1999 gescheiden. Op 10 december 2005 trouwde ze uiteindelijk met Garth Brooks, met wie ze al meer dan 25 jaar lang steeds opnieuw werkte.

## Onderscheidingen
- CMA-Awards: 1997 en 1998: Female Vocalist of the Year
- ACM-Awards: 1991 Top New Female Vocalist en 1997 Top Female Vocalist
- Grand Ole Opry: opgenomen op 13 maart 1999
- Ster op Hollywood Walk of Fame: 24 maart 2025

### Grammy-Awards
- 1994 – Best Country Collaboration with Vocals – I Fall to Pieces met Aaron Neville
- 1998 – Best Female Country Vocal Performance
- 1998 – Best Country Collaboration with Vocals – In Another's Eyes met Garth Brooks

## Discografie

### Singles
- 1991:	She's in Love with the Boy
- 1991: Like We Never Had a Broken Heart (met Garth Brooks)
- 1991: That's What I Like About You (origineel: James House, 1990)
- 1992:	The Woman Before Me
- 1992: Wrong Side of Memphis
- 1992: Walkaway Joe (met Don Henley)
- 1993:	You Say You Will
- 1993: Down on My Knees
- 1993: The Song Remembers When
- 1994:	Better Your Heart Than Mine
- 1994: XXX's and OOO's (An American Girl)
- 1995:	Thinkin' About You
- 1995: You Can Sleep While I Drive (origineel: Melissa Etheridge, 1989)
- 1995: I Wanna Go Too Far
- 1995: On a Bus to St. Cloud
- 1996:	Believe Me Baby (I Lied)
- 1996: Everybody Knows
- 1996: A Lover Is Forever
- 1997:	I Need You
- 1997: How Do I Live (van de soundtrack van de film Con Air, Grammy (Best Female Country Vocal Performance), origineel: LeAnn Rimes, 1997)
- 1997: In Another's Eyes (met Garth Brooks)
- 1998:	Perfect Love
- 1998: There Goes My Baby
- 1998: Where Your Road Leads (met Garth Brooks, origineel: Victoria Shaw, 1995)
- 1998: Powerful Thing
- 1998: That Ain't the Way I Heard It
- 1999:	I'll Still Love You More
- 2000:	Real Live Woman
- 2000: You're Where I Belong
- 2000: Where Are You Now
- 2001:	I Would've Loved You Anyway
- 2001: Inside Out (met Don Henley)
- 2001: Squeeze Me In (met Garth Brooks)
- 2002:	I Don't Paint Myself into Corners
- 2005:	Georgia Rain
- 2005: Trying to Love You
- 2007:	Heaven, Heartache and the the Power of Love
- 2008:	This Is Me You’re Talking To
- 2008: They Call It Falling for a Reason
- 2014: PrizeFighter (feat. Kelly Clarkson)
- 2015: I Remember You
- 2019:	Every Girl in This Town

De volgende nummers verschenen niet als single, maar werden beschikbaar gemaakt om te downloaden en te streamen via het album en konden daarom worden geplaatst:
- 1994:	It Wasn't His Child
- 1998:	Wild as the Wind (met Garth Brooks)
- 1999:	Reindeer Boogie
- 1999: Santa on the Rooftop (met Rosie O'Donnell)

### Studioalbums
- 1991:	Trisha Yearwood
- 1992:	Hearts in Armor
- 1993:	The Song Remembers When
- 1994:	The Sweetest Gift
- 1995:	Thinkin’ About You
- 1996:	Everybody Knows
- 1997: Home for the Holidays (met het London Symphony Orchestra, kerstalbum)
- 1998:	Where Your Road Leads
- 2000:	Real Live Woman
- 2001:	Inside Out
- 2005:	Jasper County
- 2007:	Heaven, Heartache and the Power of Love
- 2016:	Christmas Together (met Garth Brooks)
- 2018: Let's Be Frank
- 2019:	Every Girl

### Compilaties
- 1996: Hit Disc
- 1996: Discover Trisha Yearwood
- 1997:	(Songbook) A Collection of Hits	81 Silber
- 2006: The Collection (2 cd's)
- 2007: Live in Concert
- 2007: Greatest Hits
- 2008:	Love Songs
- 2010:	Icon: Trisha Yearwood
- 2013: Ballads
- 2014: Icon 2
- 2014:	PrizeFighter: Hit After Hit
- 2016:	Gunslinger / Christmas Together (met Garth Brooks)

### Gastbijdragen
- 1994:	I Fall to Pieces (met Aaron Neville, origineel: Patsy Cline, 1961)
- 2005:	Love Will Always Win (met Garth Brooks)
- 2008: Another Try (Josh Turner feat. Trisha Yearwood)
- 2013:	Silent Night (Kelly Clarkson feat. Reba McEntire en Trisha Yearwood)

## Filmografie
- 1994: Dr. Quinn, Medicine Woman (tv-serie, een aflevering)
- 1998–2002: JAG (tv-serie, zes afleveringen)

- Bibliothèque nationale de France: cb13974457m (data)
- Gemeinsame Normdatei: 119183137
- International Standard Name Identifier: 0000 0003 6859 1372
- Library of Congress Control Number: n91125973
- MusicBrainz: 0be325a6-3c6d-4e3a-97ed-e59539b1014f
- Nationale Bibliotheek van Tsjechië: xx0046364
- Nederlandse Thesaurus van Auteursnamen: 137142668
- SNAC: w63t9fnb
- Virtual International Authority File: 13149106049768491022